# 쉐카이치
쉐카이치(중국어: 薛凱琪, 1981년 8월 11일 ~ )는 홍콩의 가수, 배우이다.